# Craig Neal
Craig Neal, né le 16 février 1964, à Muncie, en Indiana, est un joueur et entraîneur américain de basket-ball. Il évolue au poste d'arrière.

## Palmarès
- Champion des Amériques 1993